# Заяче (Бєлгородська область)
Заяче (рос. Заячье) — село у Корочанському районі Бєлгородської області Російської Федерації.
Населення становить 685 осіб. Входить до складу муніципального утворення Заяченське сільське поселення.

## Історія
Населений пункт розташований у східній частині української суцільної етнічної території — східній Слобожанщині.
Згідно із законом від 20 грудня 2004 року № 159 від 20 грудня 2004 року органом місцевого самоврядування є Заяченське сільське поселення.

## Населення
| 2002 | 2010 | 2012 | 2013 | 2014 | 2015 | 2016 |
| ---- | ---- | ---- | ---- | ---- | ---- | ---- |
| 669  | ↗685 | ↗698 | ↗706 | ↗735 | ↗752 | ↗767 |